# Bruce Trail

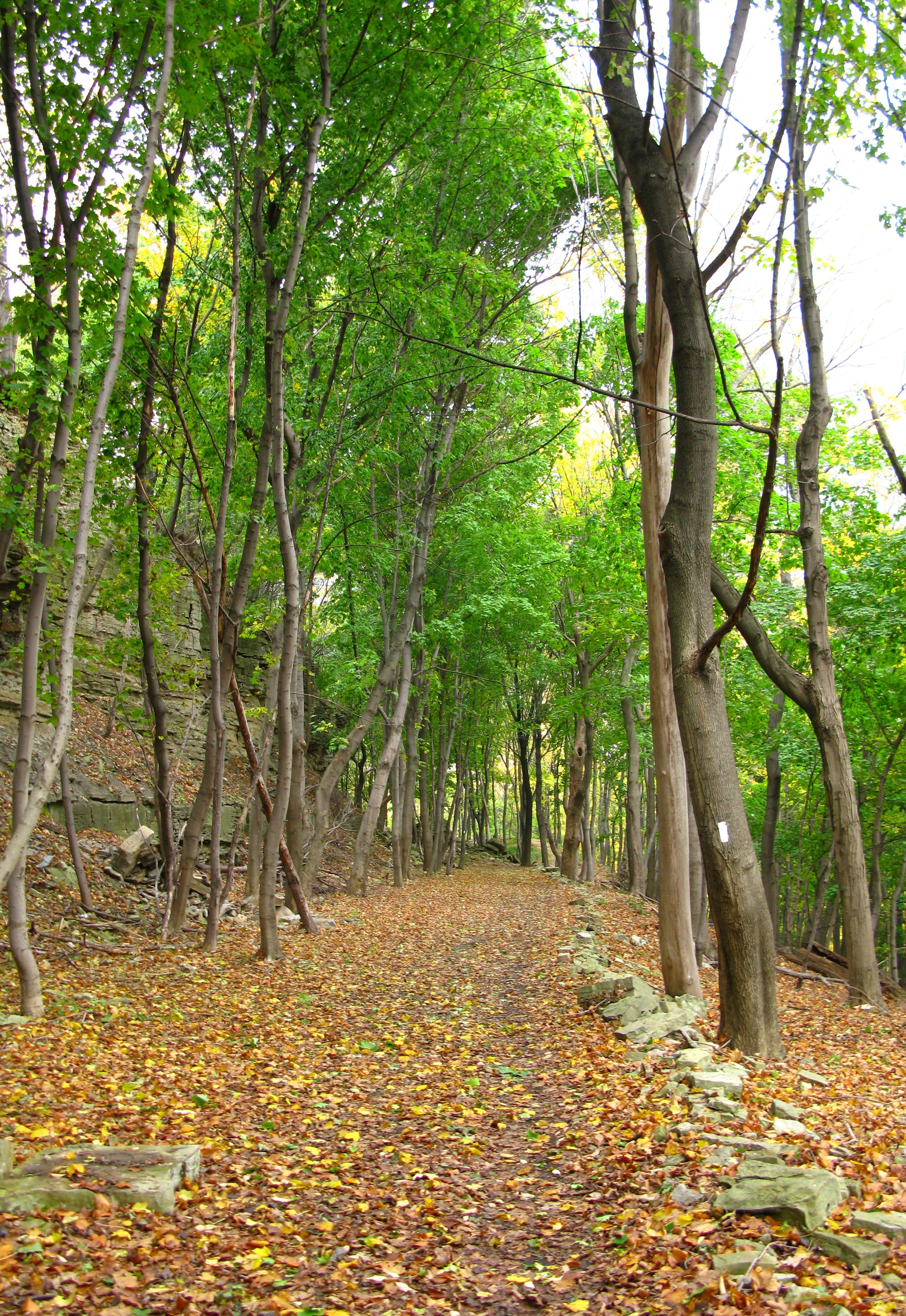
Bruce Trail in Hamilton (Ontario)

Der Bruce Trail ist der älteste und längste durchgehende Wanderweg in Kanada. Er verläuft von Queenston, einem Ortsteil von Niagara-on-the-Lake, nach Tobermory (einem Ortsteil der Gemeinde Northern Bruce Peninsula) am Nordende der Bruce-Halbinsel in Ontario. Sein Hauptweg erstreckt sich über mehr als 885 km entlang der Niagara-Schichtstufe, hinzu kommen noch etwa 400 km Nebenwege. Der Wanderweg wird von der "Bruce Trail Conservancy" (BTC) unterhalten.
Auf dem Weg liegt der Screaming Tunnel.